# 岩内郡
- 令制国一覧 > 北海道 (令制) > 後志国 > 岩内郡
- 日本 > 北海道 > 後志総合振興局 > 岩内郡

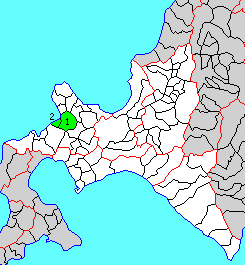
北海道岩内郡の位置（1.共和町 2.岩内町）

岩内郡（いわないぐん）は、北海道（後志国）後志総合振興局の郡。
人口16,106人、面積375.52km²、人口密度42.9人/km²。（2025年6月30日、住民基本台帳人口）
以下の2町を含む。
- 共和町（きょうわちょう）
- 岩内町（いわないちょう）

## 郡域
1879年（明治12年）に行政区画として発足した当時の郡域は、上記2町および古宇郡泊村の一部（大字堀株村・茅沼村）にあたる。

## 歴史

### 郡発足までの沿革
室町時代の康正2年には、岩内地方に和人の往来があった。 
江戸時代、岩内郡域は和人地となる。松前藩によってイワナイ場所が開かれていた。
陸上交通は、渡島国から天塩国増毛郡への道のりの途上であったため、文化年間に岩内郡と余市郡を結ぶ余市山道（国道276号･国道5号稲穂峠の前身）が開削され道中の宿場として笹小屋なども設けられた。また、南の磯屋郡へは雷電峠が難所となって陸路が途絶えて舟に頼っており、安政年間に磯屋請負人の桝屋栄五郎がアフシタ以西の一里あまりを開削し、岩内請負人仙北屋仁左衛門がアフシタ以東の2里(7.9.km)余を開削、以降、雷電嶺（国道229号の前身）では通年の陸路での移動が可能となった。また、このとき中間の温泉（朝日温泉の前身）には箱館在住の又兵衛を家守とする家を建て、通行の官吏旅客の便を図った。海上交通は北前船も寄航していた。寛政年間には岩内神社が創建されている。
江戸時代後期の文化4年には、岩内郡域は天領とされたが、文政4年には一旦松前藩の元に戻された。天保6 - 8年ころには天保の飢饉の凶作のため、道外からの移住者が激増している。安政2年に再び天領となり庄内藩が警固を行った。
翌3年に岩内山帰厚院が開山、そして4年箱館奉行が前田幌似と発足常見（共和町）に御手作場を設け水稲栽培を開始している。また安政6年には岩内で家屋80余戸が消失する大火があった。戊辰戦争（箱館戦争）終結直後の1869年、大宝律令の国郡里制を踏襲して岩内郡が置かれた。

### 郡発足以降の沿革

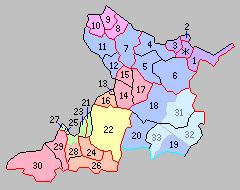
北海道一・二級町村制施行時の岩内郡の町村（13.岩内町 14.前田村 15.発足村 16.島野村 17.小沢村。上赤：共和町 上橙：岩内町）

- 明治2年8月15日（1869年9月20日） - 北海道で国郡里制が施行され、後志国および岩内郡が設置される。開拓使が管轄。
- 明治5年
  - 4月9日（1872年5月15日） - 全国一律に戸長・副戸長を設置（大区小区制）。
  - 10月10日（1872年11月10日） - 4月に設置された区を大区と改称し、その下に旧来の町村をいくつかまとめて小区を設置（大区小区制）。
- 明治9年（1876年）9月 - 従来開拓使において随意定めた大小区画を廃し、新たに全道を30の大区に分ち、大区の下に166の小区を設けた。

- 第6大区
  - 3小区 ： 臼別村、茅沼村、渋井村、堀株村
  - 4小区 ： 御鉾内町、稲穂崎町、橘町、吹上町、堀江町、三島町、難波町
  - 5小区 ： 野束村、敷島内村

- 明治12年（1879年）7月23日 - 郡区町村編制法の北海道での施行により、行政区画としての岩内郡が発足。
- 明治13年（1880年）3月 - 岩内古宇郡役所の管轄となる。
- 明治15年（1882年）2月8日 - 廃使置県により札幌県の管轄となる。同年老古美村と幌似村と小沢村が御鉾内町、梨野舞納村と発足村が堀株村から分立する。また渋井村を堀株村に、臼別村を茅沼村にそれぞれ編入。
- 明治19年（1886年）1月26日 - 廃県置庁により北海道庁札幌本庁の管轄となる。同年前田村が梨野舞納村から分離して成立。
- 明治26年（1893年）- 難波町が御鉾内町に編入、鷹台町が御鉾内町から分立する。
- 明治30年（1897年）11月5日 - 郡役所が廃止され、岩内支庁の管轄となる。
- 明治33年（1900年）7月1日 - 北海道一級町村制の施行により、御鉾内町、稲穂崎町、橘町、吹上町、堀江町、三島町、鷹台町および老古美村の一部[2]の区域をもって岩内町（一級町）が発足。（1町）
- 明治39年（1906年）4月1日 - 北海道二級町村制の施行により、以下の町村が発足。（1町2村）
  - 前田村 ← 前田村、老古美村、梨野舞納村、幌似村［一部］（現・共和町）
  - 発足村（二級村） ← 発足村、幌似村［一部］（現・共和町）
- 明治42年（1909年）4月1日 - 北海道二級町村制の施行により、以下の町村が発足。（1町4村）
  - 島野村（二級村） ← 野束村、敷島内村（現・岩内町）
  - 小沢村（二級村、単独村制、現・共和町）
  - 堀株村・茅沼村が古宇郡泊村の一部となる。
- 明治43年（1910年）3月1日 - 岩内支庁が廃止され、後志支庁の管轄となる。
- 大正12年（1923年）
  - 4月1日 - 発足村・前田村が北海道一級町村制を施行。
  - 9月1日 - 発足村が古宇郡泊村の一部を編入。
- 昭和18年（1943年）6月1日 - 北海道一・二級町村制が廃止され、北海道で町村制を施行。二級町村は指定町村となる。
- 昭和21年（1946年）10月5日 - 指定町村を廃止。
- 昭和22年（1947年）5月3日 - 地方自治法の施行により北海道後志支庁の管轄となる。
- 昭和30年（1955年）4月1日（1町1村）
  - 岩内町・島野村が合併し、改めて岩内町が発足。
  - 発足村・前田村・小沢村が合併して共和村が発足。
- 昭和46年（1971年）4月1日 - 共和村が町制施行して共和町となる。（2町）
- 平成22年（2010年）4月1日 - 後志支庁が廃止され、後志総合振興局の管轄となる。